# L'ultimo ricatto
L'ultimo ricatto (Blackmail) è un film statunitense del 1939 diretto da Henry C. Potter.